# OFWGKTA
Odd Future Wolf Gang Kill Them All frequentemente abreviado OFWGKTA, e também conhecido simplesmente como Odd Future ou OF, é um coletivo de hip-hop alternativo americano de Los Angeles, California. O Grupo é liderado pelo rapper/produtor Tyler, The Creator e inclui os rappers Hodgy Beats, Earl Sweatshirt, Domo Genesis e Mike G, o cantor Frank Ocean, os produtores Left Brain, Syd tha Kyd e Matt Martians, e outros membros não-musicais, Lucas Vercetti, Jasper Dolphin, Taco, L-Boy e Nico Hiraga.